# Maheshwar

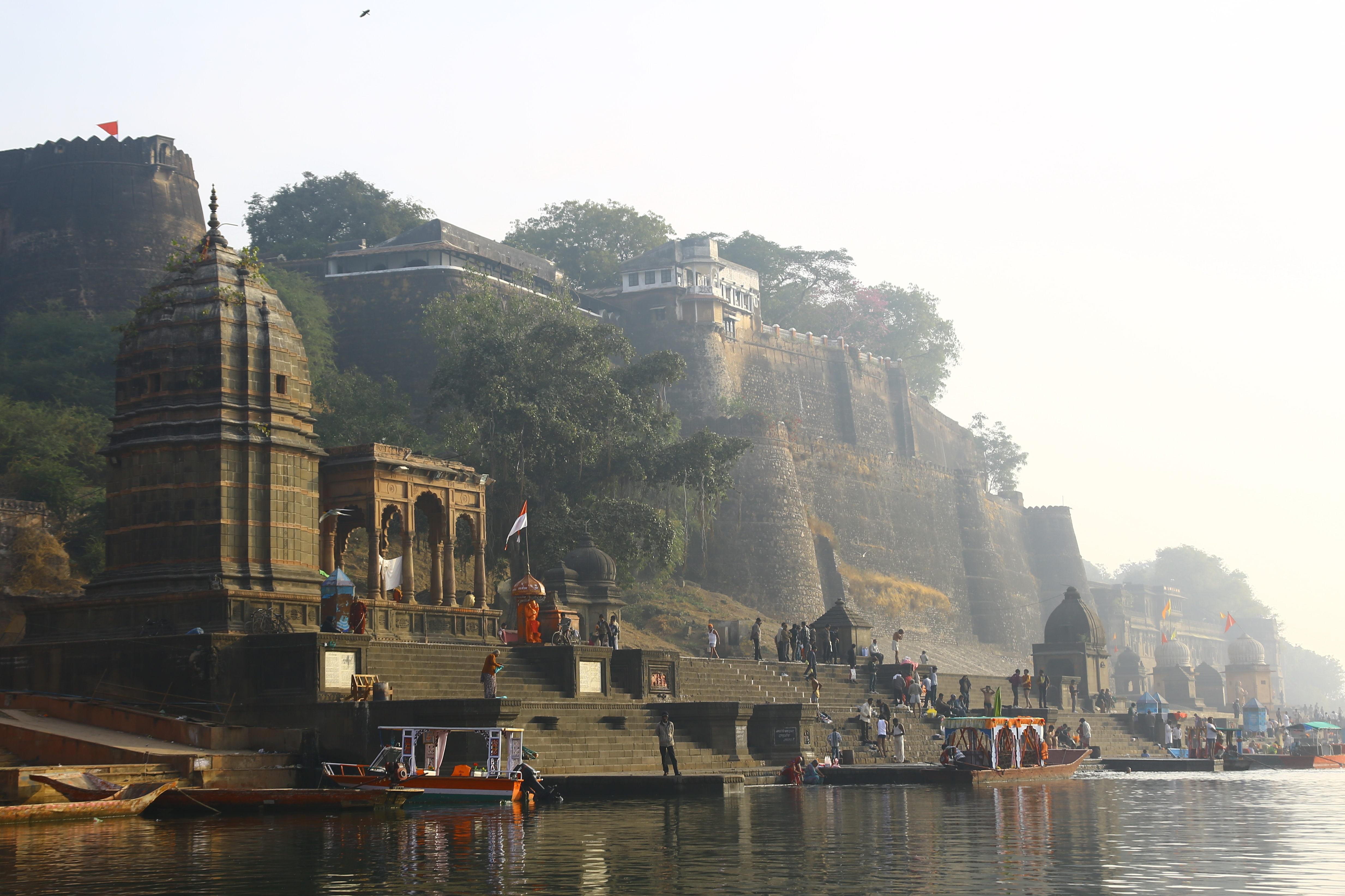
Forte di Ahilya

Maheshwar è una suddivisione dell'India, classificata come nagar panchayat, di 19.646 abitanti, situata nel distretto di Khargone, nello stato federato del Madhya Pradesh. In base al numero di abitanti la città rientra nella classe IV (da 10.000 a 19.999 persone).

## Geografia fisica
La città è situata a 22° 10' 60 N e 75° 34' 60 E e ha un'altitudine di 154 m s.l.m..

## Società

### Evoluzione demografica
Al censimento del 2001 la popolazione di Maheshwar assommava a 19.646 persone, delle quali 10.085 maschi e 9.561 femmine. I bambini di età inferiore o uguale ai sei anni assommavano a 2.826, dei quali 1.482 maschi e 1.344 femmine. Infine, coloro che erano in grado di saper almeno leggere e scrivere erano 13.245, dei quali 7.602 maschi e 5.643 femmine.